# Antoni Oller i Biosca
Antoni Oller i Biosca (Terrassa, 13 de juny de 1805 - Sabadell, 25 de març de 1877) fou un compositor i mestre de capella català. El seu germà, Josep Oller i Biosca, fou alcalde de Terrassa (1827) i avi de l'empresari Josep Oller i Roca.

## Biografia
En l'època inicial de recuperació dels traumes soferts en la primera part del segle xix, fou el primer mestre no monjo de l'Escolania de Montserrat (1854-57). Fou mestre de capella i organista de l'església parroquial de Terrassa i, el 1859, de l'església de Sant Feliu de Sabadell, on fou nomenat director de l'Escola de Música d'aquesta ciutat. Tot seguit, el 1860, hi va fundar l'escolania, sota l'advocació de la Mare de Déu de la Salut. Durant aquests anys es va dedicar intensament a la composició i la majoria de peces que interpretava l'escolania sabadellenca eren originals seves. En traspassar, va deixar moltes obres a l'arxiu de la parròquia de Sant Feliu, entre les quals una missa dedicada a la patrona de Sabadell.
Va ser l'autor de l'oratori El manto de la Virgen, de tres misses de rèquiem, de tres seqüències, d'una Salve i d'una Regina Coeli. El 1860 compongué un Himne a Isabel II amb motiu de la visita de la reina al Principat.
Dels seus fills, dues filles foren cantants i dos fills, Joaquim i Antoni Oller i Fontanet, van també ser mestres de capella, instrumentistes i compositors.

## Obra
Es conserven obres seves al fons de la catedral-basílica del Sant Esperit de Terrassa.
- Motet per a 8 veus i acompanyament
- Himne per a 3 veus i orgue
- Goigs per a 2 veus i orgue
- Goigs per a 3 veus i instruments
- Goigs per a 3 veus i instruments